# Fußball-Europameisterschaft 1996
Die Endrunde der 10. Fußball-Europameisterschaft wurde vom 8. bis zum 30. Juni 1996 in England ausgetragen. Von dieser Europameisterschaft bis zur Europameisterschaft 2012 nahmen 16 Mannschaften in vier Gruppen an der EM-Endrunde teil, während es zuvor nur acht Mannschaften in zwei Gruppen waren. Seit der Europameisterschaft 2016 nehmen 24 Mannschaften in sechs Gruppen teil.
Der Vizeeuropameister von 1992, Deutschland, gewann das Endspiel im Londoner Wembley-Stadion gegen Tschechien durch das erste Golden Goal der Herren von Oliver Bierhoff in der 95. Minute. Gastgeber England stellt mit Alan Shearer den Torschützenkönig und schied im Halbfinale im Elfmeterschießen gegen Deutschland aus. Titelverteidiger Dänemark scheiterte bereits in der Gruppenphase. Österreich scheiterte bereits in der Qualifikation, die Schweiz in der Gruppenphase.

## Vergabe
Neben England hatten sich auch Österreich, Portugal und die Niederlande für die Ausrichtung des Turniers beworben. Für England sprach insbesondere das Ziel der UEFA, das Teilnehmerfeld auf 16 Mannschaften aufzustocken.

## Qualifikation der deutschsprachigen Mannschaften
Die Neuordnung in Europa führte zahlreiche junge Länder erstmals in die Qualifikation zur Europameisterschaft, was zu umfangreicheren Gruppen und mehr Spielen als früher führte.
Deutschland traf in Gruppe 7 auf Bulgarien, Georgien, Wales, Moldawien und Albanien. Nach der erfolglosen WM 1994 war man auch in der Qualifikation in den Spielen gegen die vermeintlich schwächeren Gegner aus Albanien, Georgien oder Moldawien nicht überlegen. Zum Ende der ersten Saison 1995 gab es ein 1:1 zu Hause gegen Wales und eine 2:3-Niederlage in Bulgarien, wodurch eine Revanche gegen Bulgarien für das Ausscheiden bei der Fußball-Weltmeisterschaft 1994 in den USA zunächst missglückte. Siege in den Rückspielen gegen die vermeintlich stärksten Konkurrenten, insbesondere der 3:1-Heimsieg gegen Bulgarien, gaben dann dennoch den Ausschlag für eine weitgehend problemlose Qualifikation der Mannschaft von Berti Vogts.
Österreich traf in der Gruppe 6 auf Portugal, Irland, Nordirland, Lettland und Liechtenstein. Es gab eine Heimniederlage gegen Nordirland und eine Niederlage in Portugal. Portugal konnte sich als Gruppenerster qualifizieren. Österreich landete am Ende auf Platz vier und vergab die Chance auf einen Relegationsplatz durch eine 3:5-Niederlage in Nordirland.
In Gruppe 3 traf die Schweiz auf die Türkei, Schweden, Ungarn und Island. Sie bezwang den WM-Dritten von 1994 und Halbfinalist der letzten EM, Schweden, mit 4:2. Mit dem Dortmunder Stéphane Chapuisat und dem eingebürgerten türkischstämmigen Kubilay Türkyılmaz hatten sie Angreifer, die bereits maßgeblichen Anteil daran hatten, dass die Schweiz an der WM 1994 in den USA teilgenommen hatte. Am letzten Spieltag standen dann die Schweiz und die Türkei punktgleich an der Spitze. Die Schweiz gewann mit 3:0 gegen Ungarn und die Türkei spielte in Schweden nur 2:2, qualifizierte sich dann aber als einer der besten sechs Gruppenzweiten.
Liechtenstein erreichte gegen Irland in der Gruppe 6 überraschend ein Unentschieden, verlor aber alle anderen Spiele und erzielte insgesamt nur ein Tor.

## Spielorte
| Liverpool |

| Manchester |

| Leeds |

| Birmingham |

| Newcastle |

| London |

| Sheffield |

| Nottingham |

| Liverpool |

| Manchester |

| Leeds |

| Birmingham |

| Newcastle |

| London |

| Sheffield |

| Nottingham |

## Auslosung der Endrunde
Die Auslosung der vier Vierergruppen der Endrunde fand am 17. Dezember 1995 in Birmingham statt. Neben Gastgeber England (Gruppe A) wurden die drei stärksten qualifizierten Mannschaften als Gruppenköpfe in die Gruppen B, C und D gelost, dies waren Titelverteidiger Dänemark, Spanien sowie Deutschland. Die übrigen Mannschaften wurden nicht gesetzt und wurden völlig offen zu den Gruppenköpfen gelost.

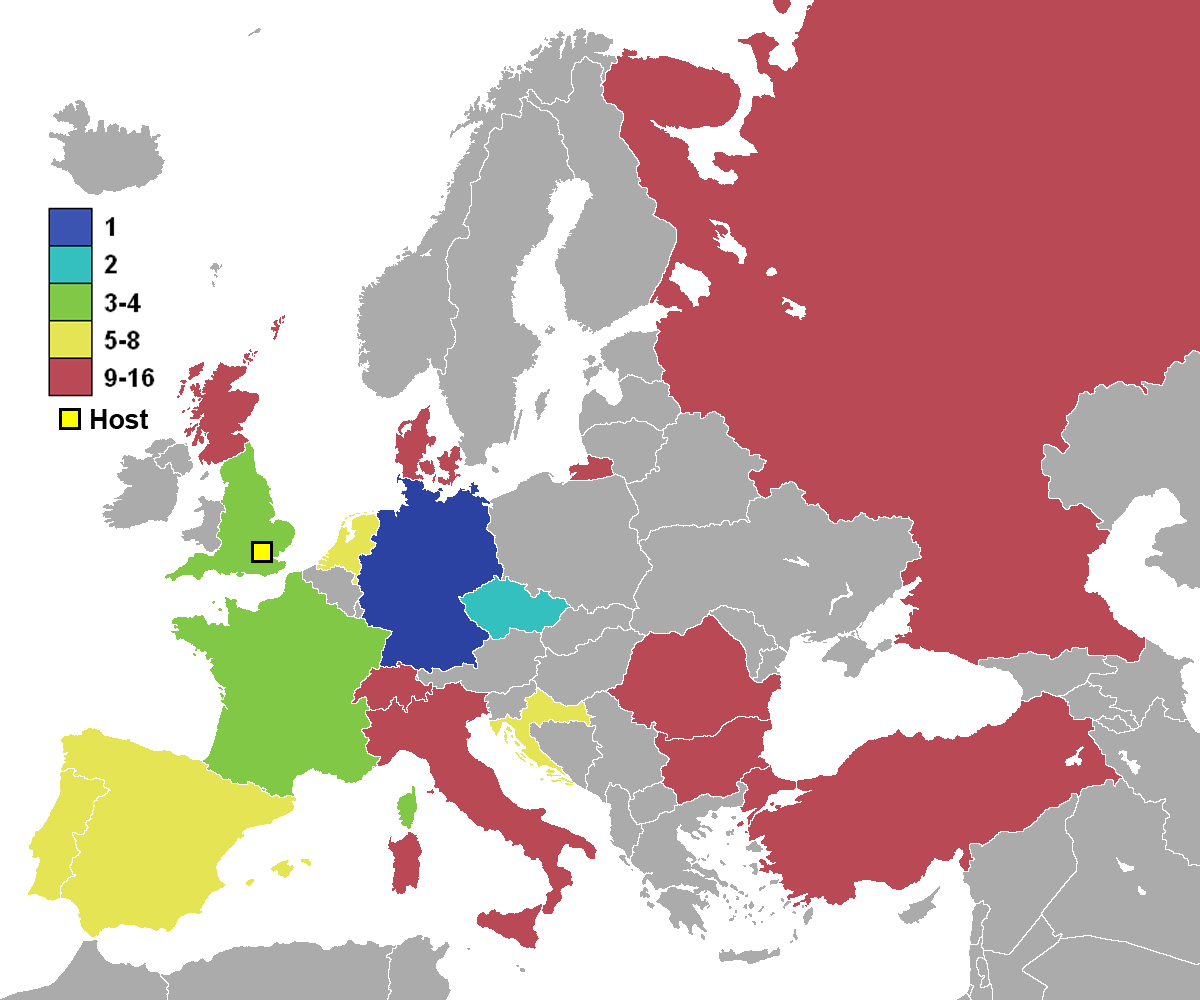
Teilnehmende Staaten

| Gruppe A            | Gruppe B           | Gruppe C            | Gruppe D         |
| ------------------- | ------------------ | ------------------- | ---------------- |
| England (Kader)     | Spanien (Kader)    | Deutschland (Kader) | Dänemark (Kader) |
| Schweiz (Kader)     | Bulgarien (Kader)  | Tschechien (Kader)  | Portugal (Kader) |
| Niederlande (Kader) | Frankreich (Kader) | Italien (Kader)     | Kroatien (Kader) |
| Schottland (Kader)  | Rumänien (Kader)   | Russland (Kader)    | Türkei (Kader)   |

## Vorrunde

### Gruppe A
| Pl.                                                                                               | Land        | Sp. | S | U | N | Tore    | Diff. | Punkte |
| ------------------------------------------------------------------------------------------------- | ----------- | --- | - | - | - | ------- | ----- | ------ |
| 1.                                                                                                | England     | 3   | 2 | 1 | 0 | 007:200 | +5    | 07     |
| 2.                                                                                                | Niederlande | 3   | 1 | 1 | 1 | 003:400 | −1    | 04     |
| 3.                                                                                                | Schottland  | 3   | 1 | 1 | 1 | 001:200 | −1    | 04     |
| 4.                                                                                                | Schweiz     | 3   | 0 | 1 | 2 | 001:400 | −3    | 01     |
| Für die Platzierung 2 und 3 ist die Anzahl der erzielten Tore in allen Gruppenspielen maßgeblich. |             |     |   |   |   |         |       |        |

|                                           |   |             |           |
| 8. Juni 1996 in London (Wembley-Stadion)  |   |             |           |
| England                                   | – | Schweiz     | 1:1 (1:0) |
| 10. Juni 1996 in Birmingham (Villa Park)  |   |             |           |
| Niederlande                               | – | Schottland  | 0:0       |
| 13. Juni 1996 in Birmingham (Villa Park)  |   |             |           |
| Niederlande                               | – | Schweiz     | 2:0 (0:0) |
| 15. Juni 1996 in London (Wembley-Stadion) |   |             |           |
| England                                   | – | Schottland  | 2:0 (0:0) |
| 18. Juni 1996 in London (Wembley-Stadion) |   |             |           |
| England                                   | – | Niederlande | 4:1 (1:0) |
| 18. Juni 1996 in Birmingham (Villa Park)  |   |             |           |
| Schottland                                | – | Schweiz     | 1:0 (1:0) |

England wollte mit Alan Shearer und Paul Gascoigne die Chance nutzen, im eigenen Land wie bei der Fußball-Weltmeisterschaft 1966 seinen zweiten Titel zu gewinnen. Für die WM 1994 in den USA hatte man sich nicht qualifizieren können. Das erste Spiel der Engländer gegen die Schweiz endete mit einem Unentschieden. Das Team von Terry Venables bestimmte zwar das Spiel, führte aber nur mit 1:0 durch Shearer, als in der 86. Minute Türkyilmaz per Handelfmeter für die Schweizer den Ausgleich besorgte.
Der zweite vermeintliche Favorit der Gruppe, die Niederlande, spielte gegen Schottland ebenfalls unentschieden. Nachdem die Engländer das britische Duell für sich entschieden hatten und auch die Niederländer die Schweiz bezwingen konnten, kam es zum entscheidenden Duell zwischen England und den Niederlanden, das England mit 4:1 gewann. Die Schotten hätten mit einem Sieg gegen die Schweiz Nutznießer dieser Situation sein und damit einen Favoriten aus dem Turnier stoßen können. In der ersten Halbzeit war das Spiel ausgeglichen, aber die Engländer führten durch einen Elfmeter von Shearer mit 1:0. Bis zur 62. Minute dominierten die Engländer mit den Stürmern Alan Shearer und Teddy Sheringham die Niederländer und erhöhten die Führung auf 4:0. Zu diesem Zeitpunkt führte Schottland gegen die Schweiz mit 1:0, was das Ausscheiden für die Niederlande bedeutet hätte. Sie benötigten mindestens noch ein Tor, um noch als Gruppenzweiter ins Viertelfinale einziehen zu können. Patrick Kluivert erzielte dann in der 78. Minute den wichtigen Treffer zum 1:4.

### Gruppe B
| Pl. | Land       | Sp. | S | U | N | Tore    | Diff. | Punkte |
| --- | ---------- | --- | - | - | - | ------- | ----- | ------ |
| 1.  | Frankreich | 3   | 2 | 1 | 0 | 005:200 | +3    | 07     |
| 2.  | Spanien    | 3   | 1 | 2 | 0 | 004:300 | +1    | 05     |
| 3.  | Bulgarien  | 3   | 1 | 1 | 1 | 003:400 | −1    | 04     |
| 4.  | Rumänien   | 3   | 0 | 0 | 3 | 001:400 | −3    | 0      |

|                                              |   |           |           |
| 9. Juni 1996 in Leeds (Elland Road)          |   |           |           |
| Spanien                                      | – | Bulgarien | 1:1 (0:0) |
| 10. Juni 1996 in Newcastle (St. James’ Park) |   |           |           |
| Frankreich                                   | – | Rumänien  | 1:0 (1:0) |
| 13. Juni 1996 in Newcastle (St. James’ Park) |   |           |           |
| Bulgarien                                    | – | Rumänien  | 1:0 (1:0) |
| 15. Juni 1996 in Leeds (Elland Road)         |   |           |           |
| Frankreich                                   | – | Spanien   | 1:1 (0:0) |
| 18. Juni 1996 in Newcastle (St. James’ Park) |   |           |           |
| Frankreich                                   | – | Bulgarien | 3:1 (1:0) |
| 18. Juni 1996 in Leeds (Elland Road)         |   |           |           |
| Spanien                                      | – | Rumänien  | 2:1 (1:1) |

In Gruppe B standen sich vermeintlich gleichwertige Mannschaften gegenüber. Rumänien kam mit seinem Star Gheorghe Hagi, konnte jedoch viele nicht überzeugen und verlor jedes Spiel, unter anderem weil Torjäger Florin Răducioiu nicht an seine Leistungen bei der WM anknüpfen konnte. Spanien galt wie bei allen Turnieren als Geheimfavorit, es fehlte jedoch ein Weltklassestürmer. Bulgarien wurde als WM-Vierter mit seinem Star Christo Stoitschkow ebenfalls stark eingeschätzt und Frankreich wollte das Turnier nutzen, um sich auf die Fußball-Weltmeisterschaft 1998 im eigenen Land vorzubereiten. Die Gruppe wurde dann am letzten Spieltag entschieden durch das 3:1 Frankreichs gegen Bulgarien. Ljuboslaw Penew traf zum 0:2 ins eigene Tor. Der 1:3-Treffer durch Patrice Loko fiel in der Nachspielzeit.

### Gruppe C
| Pl.                                                               | Land        | Sp. | S | U | N | Tore    | Diff. | Punkte |
| ----------------------------------------------------------------- | ----------- | --- | - | - | - | ------- | ----- | ------ |
| 1.                                                                | Deutschland | 3   | 2 | 1 | 0 | 005:000 | +5    | 07     |
| 2.                                                                | Tschechien  | 3   | 1 | 1 | 1 | 005:600 | −1    | 04     |
| 3.                                                                | Italien     | 3   | 1 | 1 | 1 | 003:300 | ±0    | 04     |
| 4.                                                                | Russland    | 3   | 0 | 1 | 2 | 004:800 | −4    | 01     |
| Für die Platzierung 2 und 3 ist der direkte Vergleich maßgeblich. |             |     |   |   |   |         |       |        |

|                                            |   |             |           |
| 9. Juni 1996 in Manchester (Old Trafford)  |   |             |           |
| Deutschland                                | – | Tschechien  | 2:0 (2:0) |
| 11. Juni 1996 in Liverpool (Anfield)       |   |             |           |
| Italien                                    | – | Russland    | 2:1 (1:1) |
| 14. Juni 1996 in Liverpool (Anfield)       |   |             |           |
| Tschechien                                 | – | Italien     | 2:1 (2:1) |
| 16. Juni 1996 in Manchester (Old Trafford) |   |             |           |
| Deutschland                                | – | Russland    | 3:0 (0:0) |
| 19. Juni 1996 in Manchester (Old Trafford) |   |             |           |
| Italien                                    | – | Deutschland | 0:0       |
| 19. Juni 1996 in Liverpool (Anfield)       |   |             |           |
| Tschechien                                 | – | Russland    | 3:3 (2:0) |

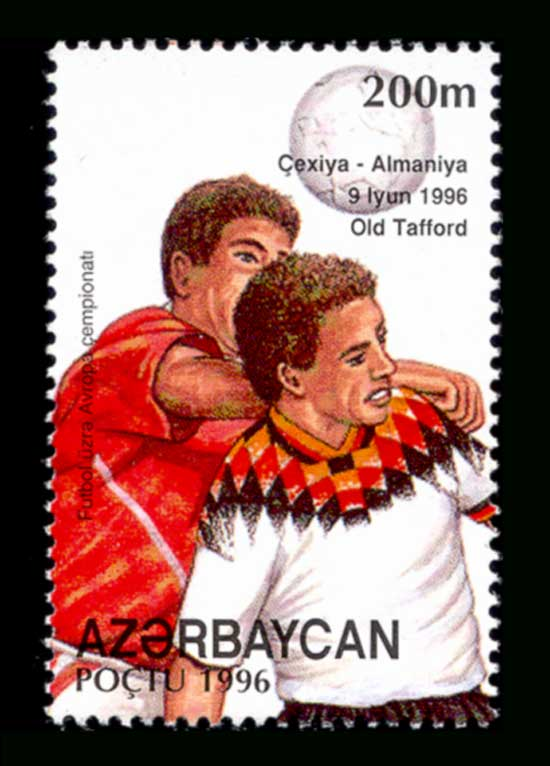
Tschechien – Deutschland: Briefmarke aus Aserbaidschan

Berti Vogts setzte weiterhin auf einige Weltmeister von 1990. Hinzu kam als Führungsspieler Matthias Sammer. Sammer spielte jetzt auch die Rolle, die er bei Borussia Dortmund spielte, als Libero vor der Abwehr. Die relativ junge tschechische Mannschaft wurde durch zwei Tore in der ersten Halbzeit von Christian Ziege und Andreas Möller mit 2:0 geschlagen. Allerdings musste bereits nach 14 Minuten der deutsche Mannschaftskapitän Jürgen Kohler verletzungsbedingt ausgewechselt werden, der auch für den Rest der EM ausfiel und dessen Amt Jürgen Klinsmann übernahm. Nach dem Sieg über Russland und nach der Niederlage der Italiener gegen die Tschechen, bei der Pavel Nedvěd seinen ersten Einsatz in einem internationalen Turnier hatte, konnten drei Mannschaften noch auf 6 Punkte kommen. Italien musste gewinnen, um sich fürs Viertelfinale zu qualifizieren, wohingegen Deutschland nur ein Unentschieden für den Gruppensieg brauchte. Aber auch die Deutschen hätten noch scheitern können, und zwar im Falle einer Niederlage mit vier Toren Differenz und einem gleichzeitigen Erfolg der Tschechen im letzten Spiel.
Im Spiel Deutschlands gegen Italien hielt Torhüter Andreas Köpke zahlreiche Schüsse auf sein Tor und in der 9. Minute einen Foulelfmeter von Gianfranco Zola, womit er seiner Mannschaft ein Unentschieden rettete. Die Tschechen spielten 3:3 gegen Russland und sorgten für das Ausscheiden der Italiener, da bei Punktgleichstand der direkte Vergleich den Ausschlag gab. Die Russen machten aus einem 0:2 in der ersten Halbzeit bis zur 85. Minute eine 3:2-Führung. Vladimír Šmicer erzielte in der Nachspielzeit den für Tschechien wertvollen Ausgleich.

### Gruppe D
| Pl. | Land     | Sp. | S | U | N | Tore    | Diff. | Punkte |
| --- | -------- | --- | - | - | - | ------- | ----- | ------ |
| 1.  | Portugal | 3   | 2 | 1 | 0 | 005:100 | +4    | 07     |
| 2.  | Kroatien | 3   | 2 | 0 | 1 | 004:300 | +1    | 06     |
| 3.  | Dänemark | 3   | 1 | 1 | 1 | 004:400 | ±0    | 04     |
| 4.  | Türkei   | 3   | 0 | 0 | 3 | 000:500 | −5    | 0      |

|                                                   |   |          |           |
| 9. Juni 1996 in Sheffield (Hillsborough Stadium)  |   |          |           |
| Dänemark                                          | – | Portugal | 1:1 (1:0) |
| 11. Juni 1996 in Nottingham (City Ground)         |   |          |           |
| Kroatien                                          | – | Türkei   | 1:0 (0:0) |
| 14. Juni 1996 in Nottingham (City Ground)         |   |          |           |
| Portugal                                          | – | Türkei   | 1:0 (0:0) |
| 16. Juni 1996 in Sheffield (Hillsborough Stadium) |   |          |           |
| Kroatien                                          | – | Dänemark | 3:0 (0:0) |
| 19. Juni 1996 in Sheffield (Hillsborough Stadium) |   |          |           |
| Dänemark                                          | – | Türkei   | 3:0 (0:0) |
| 19. Juni 1996 in Nottingham (City Ground)         |   |          |           |
| Portugal                                          | – | Kroatien | 3:0 (2:0) |

In Gruppe D fuhr Neuling Türkei ohne Punktgewinn und ohne Tor wieder nach Hause. Ein weiterer Neuling, Kroatien, wurde mit seinen ehemals für Jugoslawien spielenden Stars Davor Šuker, Zvonimir Boban und Robert Prosinečki zur bestimmenden Mannschaft dieser Gruppe.
Als stark galt vor allem Šuker, unter anderem durch seine Leistung beim Sieg gegen die Dänen. Vor dem letzten Spieltag hatte sich damit Kroatien bereits fürs Viertelfinale qualifiziert, trat nur mit einer B-Elf gegen Portugal an und verlor mit 0:3, was bedeutete, dass Titelverteidiger Dänemark die Heimreise antreten musste.

## Finalrunde

### Übersicht
|  | Viertelfinale | Viertelfinale |  |  | Halbfinale  | Halbfinale |   |  | Finale | Finale |
|  |               |               |  |  |             |            |   |  |        |        |
|  |               |               |  |  |             |            |   |  |        |        |
|  | Deutschland   | 2             |  |  |             |            |   |  |        |        |
|  | Kroatien      | 1             |  |  | England     | 1 (5)      |   |  |        |        |
|  |               |               |  |  | Deutschland | E1 (6)E    |   |  |        |        |
|  | England       | E0 (4)E       |  |  |             |            |   |  |        |        |
|  | Spanien       | 0 (2)         |  |  | Deutschland | GG2GG      |   |  |        |        |
|  |               |               |  |  |             | Tschechien | 1 |  |        |        |
|  | Frankreich    | E0 (5)E       |  |  |             |            |   |  |        |        |
|  | Niederlande   | 0 (4)         |  |  | Tschechien  | E0 (6)E    |   |  |        |        |
|  |               |               |  |  | Frankreich  | 0 (5)      |   |  |        |        |
|  | Tschechien    | 1             |  |  |             |            |   |  |        |        |
|  | Portugal      | 0             |  |  |             |            |   |  |        |        |

GG Sieg nach GG
E Sieg im Elfmeterschießen

### Viertelfinale
|                                           |   |         |                      |
| 22. Juni 1996 in London (Wembley-Stadion) |   |         |                      |
| England                                   | – | Spanien | 0:0 n. V., 4:2 i. E. |

Das erste Viertelfinalspiel zwischen England und Spanien zeigte unter anderem die Defensivspielweise der Spanier um ihren Innenverteidiger Miguel Ángel Nadal. Zwingende Chancen hatte keine der beiden Mannschaften bei leichten Vorteilen für die Spanier. Das Spiel musste durch Elfmeterschießen entschieden werden. Hierbei verschossen Fernando Hierro und Nadal, womit England ins Halbfinale einzog.
|                                      |   |             |                      |
| 22. Juni 1996 in Liverpool (Anfield) |   |             |                      |
| Frankreich                           | – | Niederlande | 0:0 n. V., 5:4 i. E. |

Auch im Spiel Frankreich gegen Niederlande gab es keinen Sieger nach 120 Minuten. Torlos gingen beide Mannschaften ins Elfmeterschießen. Für die Niederländer, die bereits 1992 im Elfmeterschießen gescheitert waren, vergab dieses Mal Clarence Seedorf. Laurent Blanc verwandelte anschließend zum 5:4 für Frankreich.
|                                            |   |          |           |
| 23. Juni 1996 in Manchester (Old Trafford) |   |          |           |
| Deutschland                                | – | Kroatien | 2:1 (1:0) |

In Manchester ging die deutsche Mannschaft im Spiel gegen Kroatien bereits in der ersten Halbzeit durch einen verwandelten Handelfmeter von Jürgen Klinsmann in Führung. Allerdings musste er den Platz noch vor der Pause verletzt verlassen. Der deutsche Kapitän wurde durch den Dortmunder Steffen Freund ersetzt. Zu Beginn der zweiten Halbzeit erzielte Davor Šuker nach einem Fehler in der deutschen Defensive den Ausgleich für die Kroaten. Matthias Sammer erzielte allerdings danach den Treffer zum 2:1-Endstand.
|                                          |   |          |           |
| 23. Juni 1996 in Birmingham (Villa Park) |   |          |           |
| Tschechien                               | – | Portugal | 1:0 (0:0) |

Portugal galt aufgrund seiner Techniker wie Luís Figo oder Rui Costa als Favorit gegen Tschechien. Die Tschechen spielten dagegen ruhig aus der eigenen relativ stabilen Abwehr heraus und profitierten davon, dass die Portugiesen ihre Torchancen nicht nutzen konnten.
In der 54. Minute nutzte dann Karel Poborský eine Konterchance zum entscheidenden 1:0.

### Halbfinale
|                                            |   |            |                      |
| 26. Juni 1996 in Manchester (Old Trafford) |   |            |                      |
| Tschechien                                 | – | Frankreich | 0:0 n. V., 6:5 i. E. |

Das Spiel Tschechien gegen Frankreich wurde vor allem von der Defensivarbeit beider Mannschaften geprägt, was zu einem 0:0 nach 120 Minuten führte. Die Entscheidung musste für Tschechien und Frankreich im Elfmeterschießen fallen. Die jeweils ersten fünf Elfmeter wurden verwandelt, bis Reynald Pedros mit dem sechsten Elfmeter für Frankreich an Petr Kouba scheiterte. Miroslav Kadlec vom 1. FC Kaiserslautern verwandelte danach den entscheidenden Elfmeter, und Tschechien - damals noch als Tschechoslowakei - stand nach 1976 wieder im Finale einer Europameisterschaft.
|                                           |   |             |                                 |
| 26. Juni 1996 in London (Wembley-Stadion) |   |             |                                 |
| England                                   | – | Deutschland | 1:1 n. V. (1:1, 1:1), 5:6 i. E. |

Am Abend kam es dann in Wembley zum „Klassiker“ England gegen Deutschland; einige britische Zeitungen griffen im Vorfeld das Ereignis auf (Gascoigne im Stahlhelm, “Achtung! Surrender! For you Fritz ze Euro 96 iz over”). Schon in der 2. Minute musste Andreas Köpke einen Distanzschuss von Paul Ince abwehren. Den darauf folgenden Eckstoß führte Paul Gascoigne aus. Der relativ scharf knapp vors Tor geschlagene Ball wurde von Tony Adams vom kurzen Pfosten in die Mitte zum heranstürmenden Alan Shearer verlängert, der in der 3. Minute zum 1:0 für England einköpfte. In diese Druckphase der Engländer fiel in der 16. Minute durch Stefan Kuntz, der für den verletzten Jürgen Klinsmann auflief, der Ausgleich nach Vorarbeit von Thomas Helmer und Andreas Möller. Der Rest der ersten Halbzeit und auch die zweite Halbzeit waren weitgehend ausgeglichen. Beide Mannschaften hatten Chancen, den Siegtreffer zu erzielen, in der ersten Halbzeit allerdings bei Vorteilen für die Engländer. Stefan Reuter klärte in der 31. Minute einen Schuss Sheringhams auf der Linie. In der 43. Minute war dann die vorerst letzte englische Chance zu verzeichnen: Nach einer Flanke von Anderton verfehlte Alan Shearer mit einem Kopfball das Tor. Erst in der zweiten Halbzeit stand die deutsche Abwehr kompakter, vor allem Matthias Sammer und Dieter Eilts wurden gut beurteilt.
Ab dem Viertelfinale galt bei diesem Turnier für die Verlängerung erstmals die Golden-Goal-Regelung, und anders als im ersten Halbfinale nachmittags, als beide Mannschaften das Golden Goal in erster Linie hatten verhindern wollen, setzten Deutschland und England alles daran, ein Tor zu erzielen. Bereits in der 93. Minute traf Darren Anderton nach Vorlage von Steve McManaman aus relativ kurzer Distanz nur den Pfosten. In der 96. Minute wiederum hatte Stefan Kuntz per Kopfball nach einer Ecke von Andreas Möller getroffen. Schiedsrichter Sándor Puhl erkannte den Treffer wegen eines Stürmerfouls jedoch nicht an. Eine weitere Chance hatten die Engländer in der 99. Minute, als Paul Gascoigne nach einer Hereingabe von Alan Shearer vor dem leeren Tor den Ball verpasste. Die letzte Chance auf eine Entscheidung vor dem Elfmeterschießen hatte Deutschland in der 107. Minute: Nach einer Kombination stand Christian Ziege allein vor dem englischen Tor, spielte den Ball aber am englischen Torhüter David Seaman und am Tor vorbei.
Wie bereits bei der Weltmeisterschaft 1990 in Italien kam es nach Ablauf der Verlängerung zum Elfmeterschießen. Bis zum 5:5 hatten alle Spieler getroffen, als Gareth Southgate antrat und Andreas Köpke hielt. Andreas Möller war dann der letzte Schütze und traf.

### Finale
| Tschechien                                                                       | Tschechien | Deutschland | Deutschland | Aufstellung                              |
| -------------------------------------------------------------------------------- | --- | --- | ----------- | ---------------------------------------- |
| Tschechien                                                                       | \| Sonntag, 30. Juni 1996 um 19:00 Uhr (20:00 Uhr MESZ) in London (Wembley-Stadion) \| \| Ergebnis: 1:2 n.GG (1:1, 0:0) \| \| Zuschauer: 73.611 \| \| Schiedsrichter: Pierluigi Pairetto ( Italien) \|      | \| Sonntag, 30. Juni 1996 um 19:00 Uhr (20:00 Uhr MESZ) in London (Wembley-Stadion) \| \| Ergebnis: 1:2 n.GG (1:1, 0:0) \| \| Zuschauer: 73.611 \| \| Schiedsrichter: Pierluigi Pairetto ( Italien) \|                                        | Deutschland | Aufstellung Tschechien gegen Deutschland |
| Tschechien                                                                       | Petr Kouba – Michal Horňák, Miroslav Kadlec , Karel Rada, Jan Suchopárek – Radek Bejbl, Pavel Nedvěd, Jiří Němec, Patrik Berger – Karel Poborský (88. Vladimír Šmicer), Pavel Kuka Cheftrainer: Dušan Uhrin | Andreas Köpke – Matthias Sammer – Markus Babbel, Thomas Helmer – Thomas Strunz, Mehmet Scholl (69. Oliver Bierhoff), Dieter Eilts (46. Marco Bode), Thomas Häßler, Christian Ziege – Jürgen Klinsmann , Stefan Kuntz Cheftrainer: Berti Vogts | Deutschland | Aufstellung Tschechien gegen Deutschland |
| Tschechien                                                                       | 1:0 Patrik Berger (59., Foulelfmeter) | 1:1 Oliver Bierhoff (73.) 1:2 Oliver Bierhoff (95., Golden Goal) | Deutschland | Aufstellung Tschechien gegen Deutschland |
| Tschechien                                                                       | Horňák | Sammer, Helmer, Ziege | Deutschland | Aufstellung Tschechien gegen Deutschland |
| Sonntag, 30. Juni 1996 um 19:00 Uhr (20:00 Uhr MESZ) in London (Wembley-Stadion) | | |             |                                          |
| Ergebnis: 1:2 n.GG (1:1, 0:0)                                                    | | |             |                                          |
| Zuschauer: 73.611                                                                | | |             |                                          |
| Schiedsrichter: Pierluigi Pairetto ( Italien)                                    | | |             |                                          |

Im Endspiel im Londoner Wembleystadion trafen Deutschland und Tschechien ein zweites Mal bei dieser EM aufeinander. Die deutsche Mannschaft galt als Favorit für das Finale, nicht nur, weil sie das erste Spiel in der Vorrunde gegen die Tschechen ungefährdet gewonnen hatte, sondern auch, weil ihre Leistungen im Viertel- und im Halbfinale als überzeugender galten. Allerdings war die deutsche Mannschaft durch Verletzungen (Mario Basler, Steffen Freund und Jürgen Kohler) und Gelbsperren (Andreas Möller und Stefan Reuter) gehandicapt, so dass vor dem Finale sogar Jens Todt nachnominiert und für die Ersatztorhüter Feldspielertrikots beschafft wurden. Der im Halbfinale aufgrund eines im Viertelfinale erlittenen Muskelfaserrisses noch verletzungsbedingt fehlende Kapitän Jürgen Klinsmann war aber wieder einsatzbereit.
Die erste Halbzeit verlief weitgehend ereignislos. Deutschland bemühte sich, Druck zu machen, doch blieben im Gegensatz zur Begegnung in der Vorrunde die Tore aus. Die Tschechen konzentrierten sich wie schon im Viertelfinale gegen Portugal aufs Kontern. In der Halbzeitpause musste dann auch noch Dieter Eilts, einer der besten Spieler der EM, verletzungsbedingt ausgewechselt werden, wodurch die deutsche Mannschaft bei Kontern anfälliger wurde. In der 59. Minute ging Tschechien dann nach einem Zweikampf zwischen Matthias Sammer und Karel Poborský durch einen verwandelten Foulelfmeter Patrik Bergers in Führung. Der Elfmeter war jedoch umstritten, sowohl was die Tat selbst als auch den Tatort betrifft. Berti Vogts wechselte daraufhin in der 69. Minute für Mehmet Scholl den Stürmer Oliver Bierhoff ein, der vier Minuten später den Ausgleich per Kopfball nach einem Freistoß von Christian Ziege erzielte. In der Verlängerung schoss er dann auch das Golden Goal in der 95. Minute. Deutschland war nach 1972 und 1980 zum dritten Mal Europameister und baute damit seinen Vorsprung als Rekord-Europameister aus, bei einer Niederlage hätten sie sich diesen Anspruch mit den Tschechen teilen müssen. Diese hatten 1976 als Tschechoslowakei einen Titel geholt. Zudem gewann Berti Vogts im dritten Anlauf seinen ersten Titel als Bundestrainer der deutschen Nationalmannschaft.
Als Leistungsträger für den Titelgewinn gilt neben Bierhoff auch Andreas Köpke, der unter anderem eine Chance Vladimír Šmicers vereitelte, deren Verwandlung den Titel für Tschechien bedeutet hätte.

### Ehrungen der Finalisten
Die deutsche Nationalmannschaft wurde in Deutschland zur Mannschaft des Jahres, Matthias Sammer zum Fußballer des Jahres in Deutschland und als bisher letzter Deutscher zu Europas Fußballer des Jahres gewählt. Zudem wurde Andreas Köpke zum besten Torhüter der EM und zum Welttorhüter 1996 gewählt. Karel Poborský und Patrik Berger wurden gemeinsam zu Fußballern des Jahres in Tschechien gewählt.

## Torschützenliste (Endrunde)
| Rang | Spieler             | Tore |
| ---- | ------------------- | ---- |
| 1    | Alan Shearer        | 5    |
| 2    | Christo Stoitschkow | 3    |
|      | Brian Laudrup       | 3    |
|      | Jürgen Klinsmann    | 3    |
|      | Davor Šuker         | 3    |
| 6    | Oliver Bierhoff     | 2    |
|      | Matthias Sammer     | 2    |
|      | Teddy Sheringham    | 2    |
|      | Pierluigi Casiraghi | 2    |
| 10   | Allan Nielsen       | 1    |
|      | Stefan Kuntz        | 1    |
|      | Andreas Möller      | 1    |
|      | Christian Ziege     | 1    |
|      | Paul Gascoigne      | 1    |
|      | Laurent Blanc       | 1    |
|      | Youri Djorkaeff     | 1    |
|      | Christophe Dugarry  | 1    |
|      | Patrice Loko        | 1    |
|      | Enrico Chiesa       | 1    |
|      | Zvonimir Boban      | 1    |
|      | Goran Vlaović       | 1    |
|      | Dennis Bergkamp     | 1    |
|      | Patrick Kluivert    | 1    |
|      | Jordi Cruyff        | 1    |

| Rang | Spieler                 | Tore |
| ---- | ----------------------- | ---- |
| 10   | Fernando Couto          | 1    |
|      | Domingos                | 1    |
|      | Luís Figo               | 1    |
|      | João Pinto              | 1    |
|      | Sá Pinto                | 1    |
|      | Florin Răducioiu        | 1    |
|      | Wladimir Bestschastnych | 1    |
|      | Alexander Mostowoi      | 1    |
|      | Omari Tetradse          | 1    |
|      | Ilja Zymbalar           | 1    |
|      | Ally McCoist            | 1    |
|      | Kubilay Türkyılmaz      | 1    |
|      | Alfonso                 | 1    |
|      | Guillermo Amor          | 1    |
|      | José Luis Caminero      | 1    |
|      | Javier Manjarín         | 1    |
|      | Radek Bejbl             | 1    |
|      | Patrik Berger           | 1    |
|      | Pavel Kuka              | 1    |
|      | Pavel Nedvěd            | 1    |
|      | Karel Poborský          | 1    |
|      | Vladimír Šmicer         | 1    |
|      | Jan Suchopárek          | 1    |
|      | Ljuboslaw Penew         | ET   |

Torschützenkönig des gesamten Wettbewerbs wurde der Kroate Davor Šuker mit 15 Toren.

## Auszeichnungen

### Spieler des Turniers
Der deutsche Libero und Spielmacher Matthias Sammer wurde zum besten Spieler des Turniers gewählt.

### Mannschaft des Turniers
Folgende Spieler wurden ausgewählt.
| Tor           | Abwehr                                                      | Mittelfeld                                 | Sturm                                        |
| ------------- | ----------------------------------------------------------- | ------------------------------------------ | -------------------------------------------- |
| Andreas Köpke | Matthias Sammer Laurent Blanc Marcel Desailly Paolo Maldini | Dieter Eilts Karel Poborský Paul Gascoigne | Christo Stoitschkow Davor Šuker Alan Shearer |

## Schiedsrichter
Die Schiedsrichterkommission der UEFA berief 24 Schiedsrichter und 48 Schiedsrichterassistenten für 31 auszutragende Spiele. Dadurch kamen nur sieben Schiedsrichter, darunter auch Hellmut Krug, zu zwei Einsätzen. Alle anderen Schiedsrichter pfiffen nur ein EM-Spiel. Die Fußballverbände von Dänemark, Deutschland, England, Italien, Schweden und Spanien stellten jeweils zwei Schiedsrichtergespanne. Um bestmöglich miteinander zu kooperieren, setzten sich die Gespanne aus Schiedsrichtern und Assistenten des jeweils gleichen Landes zusammen. Hinzu kamen auch 24 vierte Offizielle, die auch den Schiedsrichtergespannen fest zugeordnet waren. Die Halbfinal-Spiele wurden von Leslie Mottram und Sándor Puhl geleitet. Im Finale leitete der Italiener Pierluigi Pairetto.
| Name                | Land        | Assistenten                  | Assistenten             | Anz. d. Spiele |    | Gelb-Rote Karte |   | Anmerkungen                                                            |
| ------------------- | ----------- | ---------------------------- | ----------------------- | -------------- | -- | --------------- | - | ---------------------------------------------------------------------- |
| Marc Batta          | Frankreich  | Pierre Ufrasi                | Jacques Mas             | 2              | 7  | 0               | 0 |                                                                        |
| Ahmet Çakar         | Türkei      | Akif Uğurdur                 | Turgay Güdü             | 1              | 6  | 0               | 0 |                                                                        |
| Piero Ceccarini     | Italien     | Enrico Preziosi              | Fabrizio Zanforlin      | 1              | 7  | 0               | 2 |                                                                        |
| David Elleray       | England     | Anthony Bates                | Peter Walton            | 1              | 10 | 0               | 0 |                                                                        |
| Mario van der Ende  | Niederlande | Jan Dolstra                  | Berend Talens           | 1              | 7  | 0               | 0 |                                                                        |
| Anders Frisk        | Schweden    | Mikael Nilsson               | Sten Samuelsson         | 1              | 6  | 0               | 0 |                                                                        |
| Dermot Gallagher    | England     | Philip John Joslin           | Mark Warren             | 1              | 4  | 0               | 0 | ab 28. Minute wegen Verletzung durch den 4. Offiziellen Durkin ersetzt |
| Guy Goethals        | Belgien     | Marc Van Den Broeck          | Stany Op De Beeck       | 1              | 2  | 1               | 0 |                                                                        |
| Gerd Grabher        | Österreich  | Egon Bereuter                | Alois Manfred Zeiszer   | 1              | 6  | 0               | 0 |                                                                        |
| Bernd Heynemann     | Deutschland | Hans Wolf                    | Harald Sather           | 1              | 3  | 0               | 0 |                                                                        |
| Václav Krondl       | Tschechien  | Milan Brabec                 | Otakar Draštík          | 1              | 7  | 0               | 0 |                                                                        |
| Hellmut Krug        | Deutschland | Klaus Plettenberg            | Egbert Engler           | 2              | 13 | 1               | 0 |                                                                        |
| Nikolai Lewnikow    | Russland    | Sergei Fursa                 | Sergei Franzusow        | 1              | 5  | 0               | 0 |                                                                        |
| Antonio López Nieto | Spanien     | Victoriano Giraldez Carrasco | Manuel Lopez Fernandez  | 2              | 11 | 1               | 0 |                                                                        |
| Peter Mikkelsen     | Dänemark    | Jens Larsen                  | Henning Knudsen         | 1              | 2  | 0               | 0 |                                                                        |
| Leslie Mottram      | Schottland  | Robert Orr                   | John Fleming            | 2              | 8  | 0               | 0 |                                                                        |
| Serge Muhmenthaler  | Schweiz     | Ernst Felder                 | Martin Freiburghaus     | 1              | 4  | 0               | 0 |                                                                        |
| Kim Milton Nielsen  | Dänemark    | Carl-Johan Christensen Meyer | Torben Siersen          | 1              | 4  | 0               | 1 |                                                                        |
| Pierluigi Pairetto  | Italien     | Donato Nicoletti             | Tullio Manfredini       | 2              | 9  | 0               | 0 |                                                                        |
| Sándor Puhl         | Ungarn      | Imre Bozóky                  | Laszlo Hamar            | 2              | 10 | 0               | 0 |                                                                        |
| Wadsim Schuk        | Belarus     | Jury Dupanau                 | Aleh Tschykun           | 1              | 6  | 0               | 0 |                                                                        |
| Leif Sundell        | Schweden    | Kenneth Petersson            | Mikael Hansson          | 2              | 7  | 1               | 0 |                                                                        |
| Atanas Usunow       | Bulgarien   | Ivan Borissov Lekov          | Iordan Iordanov         | 1              | 5  | 0               | 0 |                                                                        |
| Manuel Díaz Vega    | Spanien     | Joaquin Olmos Gonzalez       | Fernando Tresaco Gracia | 1              | 6  | 0               | 0 |                                                                        |

Folgende Vierte Offizielle wurden nominiert:
| - José María García-Aranda (1) - Karl-Erik Nilsson (2) - Stojan Ormandschiew (1) - Günter Benkö (1) - Morgan Norman (1) - Hugh Dallas (2) | - Marcello Nicchi (2) - Jiří Ulrich (1) - Hermann Albrecht (2) - Kasimir Snaidinski (1) - René Temmink (1) - Sándor Piller (2) | - Paul Durkin (1) - Alfredo Trentalange (1) - Oğuz Sarvan (1) - Knud Erik Fisker (1) - Hartmut Strampe (1) - Alain Sars (2) | - Stephen Lodge (1) - Lars Gerner (1) - Michel Piraux (1) - Juan Ansuátegui Roca (2) - Sergei Chussainow (1) - Urs Meier (1) |